# Mała Pobijanka
Mała Pobijanka (ukr. Мала Побіянка) – wieś na Ukrainie, w obwodzie chmielnickim, w rejonie kamienieckim, w hromadzie Dunajowce. W 2001 liczyła 549 mieszkańców, spośród których 540 wskazało jako ojczysty język ukraiński, 7 rosyjski, 1 mołdawski, a 1 ormiański.